# (99982) 1981 EJ21
(99982) 1981 EJ21 es un asteroide perteneciente al cinturón exterior de asteroides, descubierto el 2 de marzo de 1981 por Schelte John Bus desde el Observatorio de Siding Spring, Nueva Gales del Sur, Australia.

## Designación y nombre
Designado provisionalmente como 1981 EJ21.

## Características orbitales
1981 EJ21 está situado a una distancia media del Sol de 3,962 ua, pudiendo alejarse hasta 4,635 ua y acercarse hasta 3,290 ua. Su excentricidad es 0,169 y la inclinación orbital 9,665 grados. Emplea 2881,55 días en completar una órbita alrededor del Sol.

## Características físicas
La magnitud absoluta de 1981 EJ21 es 14,2. Tiene 9,515 km de diámetro y su albedo se estima en 0,049. Está asignado al tipo espectral.